# Ullevi
Ullevi, eller Nya Ullevi som det også kaldes, ligger i Göteborg i Sverige og er med sine 43.000 siddepladser Nordens næststørste Stadion. Ullevi blev bygget til brug ved verdensmesterskabet i fodbold, der i 1958 blev afholdt i Sverige. Arkitekterne bag byggeriet var Fritz Jaenecke og Sten Samuelsson.
Stadionet, der ejes og drives af et selskab under Göteborg kommune, Got Event AB, er Sveriges nationalarena for atletik. Det benyttes som en af hjemmebanerne for Sveriges fodboldlandshold og er af UEFA klassificeret som en fire-stjernet fodboldarena, hvilket sætter det i samme kategori som bl.a. Parken i København. De lokale fodboldhold IFK Göteborg og GAIS har Ullevi som sin hjemmebane.
Ullevi benyttes også til koncerter og som konference- og messecenter. Under selve arenaen finder man et garageanlæg med plads til 650 biler. I 1995 gennemgik Ullevi en omfattende ombygning tegnet af en af de oprindelige arkitekter Sten Samuelsson. I 1999 modtog han Den internationale Olympiske komités 1. pris for Ullevi.

## Forhistorien
Det var en arkitektkonkurrence i 1954, der banede vejen for, at arkitektfirmaet Jaenecke & Samuelson fik opgaven at tegne Nya Ullevi, som det kaldtes. I 1957 kunne man rejse det 52 meter høje stålskelet til de bærende pyloner, og året efter stod stadionet færdigt. Konkurrencebidraget var en bearbejdning af de tidlige skitser til Malmö Stadion, som Fritz Jaenecke også stod bag, og Ullevi fremtræder derfor med en dynamisk, skupturel og organisk form, der minder om arenaen i Malmö. Forskellen mellem de to anlæg er, at Ullevi er bygget som en lukket arena, hvor Malmö Stadion fremtræder mere åben i sin arkitektur og knap så stor og monumental som Ullevi.
Ullevi blev bygget specielt til både fodbold, atletik, speedway og skøjteløb, og havde oprindeligt plads til 55.000 tilskuere. Stadionets konstruktion og arkitektur var temmelig avanceret for sin tid og vakte en del opsigt uden for Sveriges grænser.

## Sport
Der afholdes internationale mesterskabsturneringer på Ullevi, og det var her, Danmark i 1992 blev europamestre i fodbold ved at slå Tyskland i finalen. I 1982 mødtes Aberdeen FC og Real Madrid i Cup Winners' Cup-finalen på Ullevi, og man lagde græs til igen i 1988, da finalen stod mellem U.C. Sampdoria og RSC Anderlecht i UEFA Cup'en. I 2004 års UEFA Cup finale på Ullevi mødtes Valencia CF og Olympique de Marseille.
Ved verdensmesterskaberne i fodbold i 1958 bragte den legendariske fodboldspiller Pelé Brasilien i semifinalen ved at score kampens eneste mål, da Brasilien mødte Wales på Ullevi, og det var også her, Sverige foran 50.000 tilskuere bragte sig i finalen ved at vinde 3-0 over det daværende Vesttyskland. 
Den 14. september 1958 mødte den lokale bokser Ingemar "Ingo" Johansson den indtil da ubesejrede amerikaner Eddie Machen i en kamp på Ullevi om retten til at udfordre verdensmesteren Floyd Patterson i professionel sværvægtsboksning. Foran 53.614 tilskuere vandt "Ingo" på knockout i første omgang. Den 26. juni 1959 blev han i Yankee Stadium i New York verdensmester ved at besejre Patterson på knockout i 3. omgang. Ved hjemkomsten til Sverige blev Ingemar Johansson hyldet af 25.000 tilskuere på Ullevi.
Rekorden for tilskuere til en ishockey-kamp i Sverige er også sat på Ullevi. Den 8. november 1962 så 23.192 betalende og op til 3000 gratister en kamp mellem de lokale Västra Frölunda IF og Djurgårdens IF fra Stockholm. Rekorden står stadig. Västra Frölunda IF vandt 3-2 og tilføjede dermed Djurgårdens IF deres første nederlag siden sæsonen 1957-1958.
Den 14. august 1988 blev den første kamp mellem to NFL football-teams i Europa spillet på Ullevi, da Minnesota Vikings mødte Chicago Bears i en træningskamp op til sæsonstart. Ullevi er med, når den årlige Gothia Cup, verdens største fodboldturnering for unge mellem 11 og 19 år, afvikles i Göteborg. Ved åbningsceremonien 2005 var der 45.120 tilskuere.
Världsungdomsspelen Europas største ungdomsstævne i atletik, som er åbne for alle fra 12 år til seniorer, har været afholdt her hvert år siden 1996, og holdes i juni måned.
Den første finalekamp i Royal League blev den 26. maj 2005 spillet på Ullevi mellem IFK Göteborg og FC København. Blandt andre større sportsarrangementer på Ullevi kan nævnes:
- 2006 Europamesterskaberne i atletik
- 2005 Finnkampen (Sveriges og Finlands traditionsrige årlige atletiklandskamp)
- 1995 Verdensmesterskaberne i atletik
- 1992 EM i fodbold (gruppekamp, semifinale og finale)
- 1974 Svenske Anders Michanek bliver verdensmester i speedway på Ullevi
- 1971 Verdensmesterskaberne i hurtigløb på skøjter
- 1965 Europamesterskaberne i hurtigløb på skøjeter
- 1958 VM i fodbold (gruppekampe, kvartfinale, semifinale og bronzekamp)

Ved verdensmesterskaberne i atletik i 1995 blev der sat tre nye verdensrekorder på Ullevi. Trespringeren Jonathan Edwards fra England satte med et spring på 18,29 m en rekord, der endnu ikke er overgået. Den ukrainske trespringer Inessa Kravets slog verdensrekorden for kvinder med et spring på 15,50 m. Det hop er stadig gældende verdensrekord. Den amerikanske 400 m hækkeløber Kim Batten satte ny rekord i tiden 52,61 sekunder. Den danske 800 m løber Wilson Kipketer vandt sit første af tre verdensmesterskaber ved dette mesterskab.
I 1959 kunne man på Ullevi indvie verdens første kunstfrosne 400 m løbebane til hurtigløb på skøjter i forbindelsen med afholdelsen af europamesterskaberne samme år. Siden har Ullevi gentagne gange lagt is til internationale mesterskabskonkurrencer indenfor sporten.

## Koncerter
Ullevi lægger jævnligt græs til større koncertarrangementer, og Håkan Hellström, Bruce Springsteen & The E Street Band, David Bowie, Paul McCartney, Rolling Stones og Pink Floyd er blandt de navne, der har givet koncert på stadionet. Ved større arrangementer kan tilkuerkapaciteten øges til 69.000 hvoraf de 25.000 er ståpladser på plænen.
Stadionets fundament og konstruktion blev forstærket, efter at Bruce Springsteen ved en koncert den 8. juni 1985 satte en daværende tilskuerrekord for koncerter med 64.312 tilskuere. Under ét af koncertens numre, hvor publikum hoppede i takt til musikken, ramte den hoppende menneskemængde en af tribunernes egenfrekvens, og var tæt på at få tribunen til at briste. Der blev rapporteret udsving på over 1,5 meter.
Bruce Springsteens rekord blev først slået 29 år senere af Håkan Hellström da han under sommeren 2014 spillede for 69.349 mennesker. Dette er i øvrigt nordisk publikumsrekord.

### Publikumsrekorder
Uppdaterad: 27. april 2014
| #  | Dato           | Koncert                               | Publikum | Ref   |
| -- | -------------- | ------------------------------------- | -------- | ----- |
| 1  | 7 juni 2014    | Håkan Hellström                       | 69 349   | [ 3 ] |
| 2  | 28 juli 2012   | Bruce Springsteen & The E Street Band | 66 561   | [ 4 ] |
| 3  | 27 juli 2012   | Bruce Springsteen & The E Street Band | 66 018   | [ 4 ] |
| 4  | 8 juni 1985    | Bruce Springsteen & The E Street Band | 64 312   | [ 5 ] |
| 5  | 9 juni 1985    | Bruce Springsteen & The E Street Band | 62 544   | [ 5 ] |
| 6  | 20 juli 2013   | Robbie Williams                       | 61 449   | [ 5 ] |
| 7  | 11 juni 1983   | David Bowie                           | 61 206   | [ 5 ] |
| 8  | 1 augusti 2009 | U2                                    | 60 099   | [ 5 ] |
| 9  | 9 augusti 2009 | Madonna                               | 59 600   | [ 5 ] |
| 10 | 8 augusti 2009 | Madonna                               | 59 400   | [ 5 ] |
| 11 | 7 augusti 2004 | Gyllene Tider                         | 58 977   | [ 5 ] |
| 12 | 12 juni 1983   | David Bowie                           | 58 914   | [ 5 ] |
| 13 | 5 juli 2008    | Bruce Springsteen & The E Street Band | 58 620   | [ 5 ] |
| 14 | 29 juli 2005   | U2                                    | 58 478   | [ 5 ] |
| 15 | 22 juni 2003   | Bruce Springsteen & The E Street Band | 58 310   | [ 5 ] |
| 16 | 4 juli 2008    | Bruce Springsteen & The E Street Band | 57 942   | [ 5 ] |
| 17 | 31 juli 2009   | U2                                    | 57 887   | [ 5 ] |
| 18 | 31 juli 1998   | Rolling Stones                        | 57 662   | [ 5 ] |
| 19 | 21 juni 2003   | Bruce Springsteen & The E Street Band | 57 441   | [ 5 ] |
| 20 | 2 juli 2006    | Robbie Williams                       | 57 245   | [ 5 ] |
| 21 | 21 juni 2009   | AC/DC                                 | 57 205   |       |
| 22 | 1 juli 2006    | Robbie Williams                       | 56 967   |       |
| 23 | 3 augusti 2007 | Rolling Stones                        | 56 821   |       |
| 24 | 19 juni 1982   | Rolling Stones                        | 56 610   |       |
| 25 | 1 juli 2011    | Iron Maiden                           | 56 245   |       |
| 26 | 26 juli 2008   | Iron Maiden                           | 56 132   |       |
| 27 | 5 augusti 2000 | Tina Turner                           | 56 112   |       |
| 28 | 9 juli 2005    | Iron Maiden                           | 56 022   |       |
| 29 | 30 maj 2004    | Metallica                             | 55 802   |       |
| 30 | 3 juli 2011    | Big Four, Metallica m.fl.             | 55 696   |       |